# A Evolução da Física
A Evolução da Física é um livro publicado nos Estados Unidos em 1938, da autoria de Albert Einstein e Leopold Infeld. Sua principal finalidade é divulgar, ao público não especializado, os aspectos mais importantes da teoria da relatividade, a particular e a geral, segundo a visão de Leopold Infeld e Albert Einstein. 
A obra transmite informações complexas e importantes de maneira clara e simples, partindo da formação e a queda do conceito mecânico na física para chegar à física moderna, explicando a teoria da relatividade restrita, a teoria geral da relatividade e terminando com os princípios da física quântica.